# Горбата гора
«Горбата гора» (англ. Brokeback Mountain) — американський мелодраматичний вестерн 2005 року, знятий режисером Енгом Лі.
У березні 2016 року фільм увійшов до рейтингу 30-ти найвидатніших ЛГБТ-фільмів усіх часів, складеному Британським кіноінститутом (BFI) за результатами опитування понад 100 кіноекспертів, проведеного до 30-річного ювілею Лондонського ЛГБТ-кінофестивалю BFI Flare.

## Сценарій
Сценарій фільму написано за мотивами однойменного оповідання американської письменниці, лауреатки Пулітцерівської премії, Енні Пру.

## Сюжет
Дія відбувається в 60-і роки, в штаті Вайомінг, США. Молоді хлопці Еніс Дел Мар та Джек Твіст, що виросли на бідних ранчо у різних кінцях штату, знайомляться при наймі на сезонну роботу: їх наймають пасти вівці на високогірних літніх пасовищах біля Горбатої гори, вдалині від обжитих місць. Одного разу вночі після чимало випитого віскі, вони вступають в сексуальний зв'язок. Так починається їхній роман.
По закінченню роботи вони розлучаються. Восени Еніс одружується з Альмою, з котрою був заручений, у подружжя народжуються дві дочки. Твіст переїздить до Техасу, аби втілити свою мрію про родео, де знайомиться з Лурін Ньюсам, одружується з нею, у них народжується син.
Після чотирьох років розлуки, Еніс отримує листівку від Джека, котрий пропонує зустрітися знову. Після майже миттєвої відповіді Еніса, Джек негайно приїздить. Вони зустрічаються і виявляють, що їх взаємне кохання не ослабло. Джек Твіст пропонує жити разом. Еніс Дел Мар, пояснюючи неможливість спільного життя, згадує своє дитинство, коли за активної участи батька Еніса, вкрай жорстоко вбили чоловіка, їхнього сусіда, котрого підозрювали в гомосексуальності. Дел Мар говорить, що подібне рішення може скінчитись трагедією. Також він цінує свою родину. І навіть після того, як Альма розриває шлюб, Еніс відмовляється покинути своє місто, де живуть його діти.
Позбавлені можливості жити разом, або оголосити про свої відносини, Еніс та Джек змушені задовільнятися нечастими вилазками в гори, аби насолодитися свободою почуттів. Ці зустрічі багато в чому засновані на їхніх спогадах про їхнє перше перебування на Горбатій горі.
Через кілька місяців після їхньої останньої, дуже зворушливої, та водночас дуже напруженої зустрічі, Еніс дізнається про смерть Джека: листівка, яку він відправив Твісту з пропозицією нової зустрічі, повертається з приміткою «Отримувач помер».
В напруженій розмові телефоном дружина Джека, Лурін, розповідає офіційну версію загибелі Твіста. Однак Еніс бачить свою версію подій — Джека було вбито гомофобними «борцями за моральність»… Він також дізнається від Лурін, що Джек побажав, щоб його попіл розвіяли на Горбатій горі. Еніс відвідує батьків Джека. Батько останнього відмовляє Енісу в виконанні останньої волі сина. Натомість він наполягає на похованні рештків на родинному цвинтарі.
У стінній шафі в кімнаті Джека (його мати зберігає кімнату в тому стані, в якому вона була, коли Джек жив там) Еніс знаходить дві старі сорочки на дротовій вішалці, одна поверх іншої, рукави нижньої вправлені в рукави верхньої. Ті самі сорочки, в які були одягнені Джек та Еніс в їх останній день на Горбатій горі, зі слідами крові на рукавах після бійки між друзями, в серпні 1963 року.
В останніх кадрах фільму Еніс, після того, як він дізнався про наближення весілля своєї улюбленої дочки Альми-молодшої, в себе вдома. Крізь сльози він дивиться на дві сорочки, що висять поряд, і приколоту поруч листівку з краєвидом Горбатої гори…

## В ролях
- Гіт Леджер — Еніс Дел Мар
- Джейк Джилленгол — Джек Твіст
- Мішель Вільямс — Альма Дел Мар
- Енн Гетевей — Лурін Ньюсам
- Ренді Квейд — Джо Агір
- Лінда Карделліні — Кесі
- Анна Фаріс — Лешон Мелоун
- Девід Гарбор — Рендалл Мелоун
- Кейт Мара — Альма Дел Мар-молодша
- Роберта Максвелл — місіс Твіст
- Пітер МакРоббі — Джон Твіст

## Нагороди
- Три премії «Оскар» за найкращу режисерську роботу, найкращий адаптований сценарій та найкращий саундтрек (номінувався у восьми категоріях, в тому числі як найкращий фільм).
- Чотири премії «Золотий глобус» (номінувався в семи категоріях).
- «Золотий лев».

## Фільм як причина судових позовів та заборон
- Герой мультсеріалу «Південний Парк» (South Park) Ерік Картмен в епізоді «Солоні шоколадні яйця Шефа» сказав: «Незалежне кіно — це коли ковбої-педики їдять пудинг та пізнають свою сексуальність». Перед прем'єрою «Горбатої гори» творці серіалу заявили, що подадуть до суду на Енга Лі, якщо ковбої у фільмі їдять пудинг. Судовий процес не відбувся — герої фільму в основному їдять консервовані боби.
- Фільм було заборонено до прокату у континентальному Китаї, але у Гонконзі та Тайвані його було показано в широкому прокаті.
- В США була розпочата справа по груповому показі картини у школі. 12-річна дівчинка Д. Тернер повідомила, що «пережила сильний стрес». Її бабуся та дідусь вимагали 400 000 доларів компенсації від Чиказької ради з освіти та інших причетних осіб.

## Цікаві факти
- Слоган фільму: «Кохання — це сила природи» .
- Під час зйомок сцени святкування 4 липня (День Незалежності США) у Фарті Маклеоді статистам було дане наступне розпорядження: поводити себе так, ніби їхня рідна хокейна команда Калгарі Флеймс щойно виграла Кубок Стенлі.
- У ході зйомок одної зі сцен Гіту Леджеру довелося стрибати оголеним у озеро. Згодом режисер вирішив прибрати з фінального варіанту картини всі сцени з оголеними акторами. Однак всюдисущі папарацці зуміли отримати кілька світлин зі знімального майданчика. Скоро ці скандальні знімки з'явилися в Інтернеті та «жовтій пресі».
- За деякими даними Гіт Леджер зламав носа партнерові по знімальному майданчику Джейку Джилленголу під час зйомок сцени поцілунку.
- Оригінальну історію, за мотивами якої було знято фільм, вперше було опубліковано 13 жовтня 1997 року в періодичному виданні «The New Yorker». Перший варіант сценарію підготували Ларі МакМарті та Діана Осанна ще в кінці 90-х років, але так і не знайшли фінансової підтримки для екранізації.
- Лорін могла зіграти Сієна Міллер.